# Gložane, Vlasotince
Gložane (izvirno srbsko Гложане) je naselje v Srbiji, ki upravno spada pod Občino Vlasotince; slednja pa je del Jablaniškega upravnega okraja.

## Demografija
V naselju živi 528 polnoletnih prebivalcev, pri čemer je njihova povprečna starost 39,9 let (38,3 pri moških in 41,6 pri ženskah). Naselje ima 139 gospodinjstev, pri čemer je povprečno število članov na gospodinjstvo 4,75.
To naselje je popolnoma srbsko (glede na rezultate popisa iz leta 2002).
|  |

| Demografija | Demografija     | Demografija     |
| Leto        | Št. prebivalcev | Št. prebivalcev |
| ----------- | --------------- | --------------- |
|             |                 |                 |
|             |                 |                 |
|             |                 |                 |
|             |                 |                 |
| 1948        | 527             |                 |
| 1953        | 564             |                 |
| 1961        | 571             |                 |
| 1971        | 614             |                 |
| 1981        | 644             |                 |
| 1991        | 696             | 686             |
| 2002        | 680             | 660             |
|             |                 |                 |

| Etnična sestava po popisu iz leta 2002 | Etnična sestava po popisu iz leta 2002 | Etnična sestava po popisu iz leta 2002 | Etnična sestava po popisu iz leta 2002 | Etnična sestava po popisu iz leta 2002 |
| -------------------------------------- | -------------------------------------- | -------------------------------------- | -------------------------------------- | -------------------------------------- |
| Srbi                                   | Srbi                                   |                                        | 660                                    | 100,0%                                 |
| Neznano                                | Neznano                                |                                        | 0                                      | 0,0%                                   |